# La Loche
La Loche (offiziell Northern Village of La Loche) ist eine Gemeinde im nordwestlichen Bereich der kanadischen Provinz Saskatchewan. Die Gemeinde ist eine „northern municipality“ mit dem Status eines „nördlichen Dorfes“ (englisch Northern Village) und umgeben vom Northern Saskatchewan Administration District (NSAD). La Loche ist die mit Abstand größte der elf Siedlungen mit dem Status eines „nördlichen Dorfes“ in der Provinz.

## Lage
Die heutige Gemeinde liegt am östlichen Ufer des namensgebenden Lac La Loche, während östlich der Gemeinde der kleine Saleski Lake liegt und ist umgeben von borealem Nadelwald. La Loche liegt etwa 35 Kilometer Luftlinie östlich der Grenz zur benachbarten Provinz Alberta. Die nächstgrößere Stadt ist das etwa 240 Kilometer Luftlinie südlich gelegene Meadow Lake. La Loche ist von Süden aus nur über den Northern Saskatchewan Highway 155 zu erreichen.
La Loche ist einer der Ausgangspunkte für Besucher des entlang des Clearwater River liegenden Clearwater River Provincial Park, dem mit mehr als 2360 km² Fläche zweitgrößten der Provincial Parks in Saskatchewan.

## Geschichte
Ursprünglich Siedlungs- und Jagdgebiet verschiedener Völker der First Nations, hier hauptsächlich der Dene, geht die heutige Gemeinde zurück auf einen Handelsposten, welcher hier nach der Entdeckungsreise von Peter Pond entstand. Dem um 1810 gegründeten Handelsposten folgten dann katholische Missionare aus dem südlich gelegenen Ile-à-la-Crosse am Lac Île-à-la-Crosse und im Jahr 1926 wurde hier das erste „Post Office“ eröffnet. Im Jahr 1983 erhielt die Gemeinde den offiziellen Status eines „nördlichen Dorfes“. Am 22. Januar 2016 kommt es an der „La Loche Community School“ zu einem Amoklauf, bei dem vier Menschen sterben.

## Demografie
Die Gemeinde wird im Rahmen der regelmäßigen Volkszählungen zur Saskatchewan Census Division No. 18 gezählt. Im Rahmen der Volkszählung ergab der Census 2021 für die Gemeinde selber eine Bevölkerungszahl von 2514 Einwohnern, nachdem der Zensus im Jahr 2016 für die Gemeinde noch eine Bevölkerungszahl von 2444 Einwohnern ergeben hatte. Die Bevölkerung hat damit im letzten Zensuszeitraum von 2016 bis 2021 nahe dem Trend in der Provinz um 2,9 % zugenommen, während der Provinzdurchschnitt bei einer Bevölkerungszunahme von 3,1 % lag. Da der Zensus im Jahr 2011 für die Stadt eine Bevölkerungszahl von 2611 Einwohnern ergeben hatte, nahm die Bevölkerung damit im Zensuszeitraum von 2011 bis 2016 stark um 9,2 % ab, während der Provinzdurchschnitt bei einer Bevölkerungszunahme von 6,3 % lag. Im Zensuszeitraum von 2006 bis 2011 hatte die Einwohnerzahl in der Gemeinde noch weit über dem Provinzdurchschnitt um 11,2 % zugenommen, während die Gesamtbevölkerung in der Provinz um 6,7 % zunahm.